# Estádio José Américo de Almeida Filho
O Estádio José Américo de Almeida Filho, ou simplesmente Almeidão, é um estádio de futebol localizado em João Pessoa, na Paraíba.

## História
Feito em 14 meses, Almeidão teve a sua partida inaugural no dia 9 de março de 1975, no jogo entre Botafogo Futebol Clube, de João Pessoa, contra o seu xará do Rio de Janeiro, Botafogo de Futebol e Regatas. O Botafogo carioca venceu por 2 a 0, sendo o primeiro gol marcado por Tiquinho, aos 30 segundos do primeiro tempo. Durante o evento, soltaram uma bomba em uma parte da arquibancada, com o público indo em direção às grades. Apesar do tumulto, não houve vítimas fatais e a partida recomeçou quando estabilizou-se a situação.
Em comemoração ao novo estádio, em 1975 e 1976 foi realizado o Torneio José Américo de Almeida Filho.
O recorde de público aconteceu em 15 de novembro de 1998, entre Botafogo e Campinense, pela final do Campeonato Paraibano. Naquele dia, compareceram 44.268 torcedores, número bem próximo da capacidade total que o estádio poderia receber, 45 mil na época, que viram o Botafogo vencer por 2 a 0 e se tornar campeão.
Em 2000 e 2001, junto com o Estádio Rei Pelé (Maceió-AL), sediou a Copa dos Campeões, competição nacional organizada pela CBF, sendo palco do primeiro jogo da final de 2001 (Flamengo 5 a 3 São Paulo).
O estádio passou por sua primeira grande reforma entre os anos de 2013 e 2014. Além do novo gramado com padrão FIFA, a estrutura foi toda recuperada. Na área externa foram construídas duas quadras poliesportivas e uma pista de skate. A reforma custou cerca de R$ 35 milhões. A reinauguração do Almeidão aconteceu em 3 de julho de 2014, em partida amistosa entre Botafogo e América de Natal (vitória potiguar por 1 a 0).
Em 14 de janeiro de 2021, o governador da Paraíba João Azevêdo publicou um decreto de concessão do estádio à iniciativa privada.

## Nome
O nome homenageia José Américo de Almeida Filho, ex-jogador e ex-presidente do Botafogo, falecido por acidente de carro em 1973. O nome de fundação era Estádio Ministro Ernâny Sátyro (Satirão) — político que emprestou seu nome também em Campina Grande, no título oficial do Estádio Amigão, mas referenciado como governador, cargo que então ocupava —, mudando ainda em 1975, por decreto do governador Ivan Bichara.  Ambas obras foram feitas conjuntamente e os projetos originais eram praticamente idênticos, com uma leve diferença: arcos da fachada (retirados depois da mesma reforma nos dois) para cima no Almeidão e para baixo no Amigão.

## Amistoso da Seleção Brasileira
- Brasil 0 x 0  Iugoslávia; 14 de novembro de 1989; público: 27.604.[19][20][21]